# Illinois Institute of Technology
L'Illinois Institute of Technology (abbreviato come Illinois Tech o IIT) è una università privata, con sede a Chicago, nell'Illinois (Stati Uniti). Offre corsi in ingegneria, scienze, psicologia, architettura, economia, comunicazioni, tecnologie industriali, tecnologie dell'informazione, design e giurisprudenza.

## Storia
Fondato con il nome di "Armour institute of technology" da un progetto di Frank W. Gunsaulus, finanziato da Philip D. Armour, aprì i battenti nel 1893 offrendo corsi di ingegneria, chimica, architettura e biblioteconomia; si trasformó nell'Illinois institute of technology (IIT) nel 1940, allorquando si fuse con il "Lewis institute" di Chicago. In seguito il nuovo ente incorporò rispettivamente: l'Institute of design nel 1949, il "Chicago-Kent college of law" e la "Stuart school of business" nel 1969, e il "Midwest college of engineering" nel 1986.